# Olkaria
El Olkaria es un estratovolcán situado al sur del lago Naivasha, conocido por sus aguas termales, en la zona del Gran Valle del Rift de Kenia, a unos 120 km de Nairobi. En él se halla una planta de energía geotérmica con capacidad de 2.000 MW dentro de un parque nacional. Comenzó a explotarse esta energía en 1955, pero hasta 1970 Kenya Power Company no erigió el complejo. Mitsubishi Heavy Industries comenzó a producir electricidad en 1981.
El monte se sitúa a 340 m sobre el Rift. Un estrecho cañón, que atraviesa el sitio como un acantilado de 200 metros de alto, se formó por el agua saliente de Lago Naivasha cuando los niveles hídricos eran mayores. 
En su superficie abundan riolita y peralcalina y se ha datado su origen en hace 450.000 años,

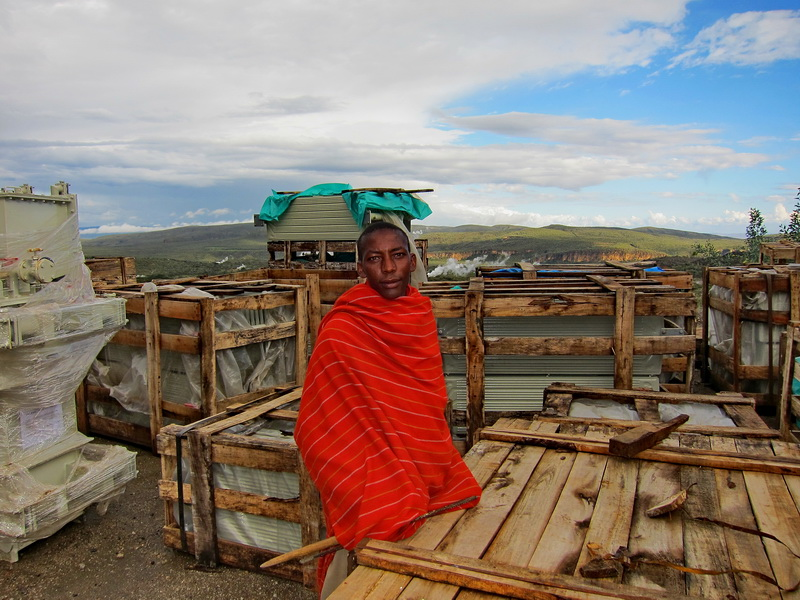
Hombre masái en Olkaria